# Chorkówka (gmina)
Chorkówka – gmina wiejska w województwie podkarpackim, w powiecie krośnieńskim. W latach 1975–1998 gmina położona była w województwie krośnieńskim. Siedziba gminy to Chorkówka. Według danych z 31 grudnia 2012 gminę zamieszkiwało 13 745 osób.
W skład Gminy Chorkówka wchodzi 14 wsi: Bóbrka, Chorkówka, Draganowa, Faliszówka, Kobylany, Kopytowa, Leśniówka, Machnówka, Poraj, Sulistrowa, Szczepańcowa, Świerzowa Polska, Zręcin, Żeglce.

## Położenie
Gmina położona jest w dorzeczu Jasiołki i Iwełki. Środkowa i południowa część leży na Pogórzu Środkowobeskidzkim, subregionie Pogórza Jasielskiego. Północna część gminy znajduje się w Kotlinie Jasielsko-Krośnieńskiej.

## Historia
Gminę zbiorową Chorkówka utworzono 1 sierpnia 1934 roku w województwie lwowskim, w powiecie krośnieńskim, z dotychczasowych 13 jednostkowych gmin wiejskich: Bóbrka, Chorkówka, Faliszówka, Kobylany, Kopytowa, Leśniówka, Łęki (Dukielskie), Machnówka, Poraj, Sulistrowa, Wietrzno, Zręcin i Żeglce.
Po wojnie gmina Chorkówka weszła w skład woj. rzeszowskiego (nadal w powiecie krośnieńskim). Według stanu z dnia 1 lipca 1952 roku gmina nadal składała się z 13 gromad: Bóbrka, Chorkówka, Faliszówka, Kobylany, Kopytowa, Leśniówka, Łęki (Dukielskie), Machnówka, Poraj, Sulistrowa, Wietrzno, Zręcin i Żeglce. Gmina Chorkówka została zniesiona 29 września 1954 roku wraz z reformą wprowadzającą gromady w miejsce gmin.
Gminę reaktywowano w dniu 1 stycznia 1973 roku w woj. rzeszowskim, w powiecie krośnieńskim, o zmienionym składzie. W porównaniu ze stanem z 1954 roku, gminę Chorkówka zwiększono o sołectwa: Świerzowa Polska (dawniej w gminie Jedlicze), Szczepańcowa (dawniej w gminie Miejsce Piastowe) i Draganowa (dawniej w gminie Nadole), natomiast w jej skład nie weszły sołectwa Łęki Dukielskie i Wietrzno (włączono je do gminy Dukla).
1 czerwca 1975 roku gmina znalazła się w nowo utworzonym woj. krośnieńskim, gdzie przetrwała do końca 1998 roku. Od 1999 ponownie w powiecie krośnieńskim w województwie podkarpackim.

## Struktura powierzchni
Według danych z roku 2002 gmina Chorkówka ma obszar 77,62 km², w tym:
- użytki rolne: 72%
- użytki leśne: 18%

Gmina stanowi 8,4% powierzchni powiatu.

## Demografia

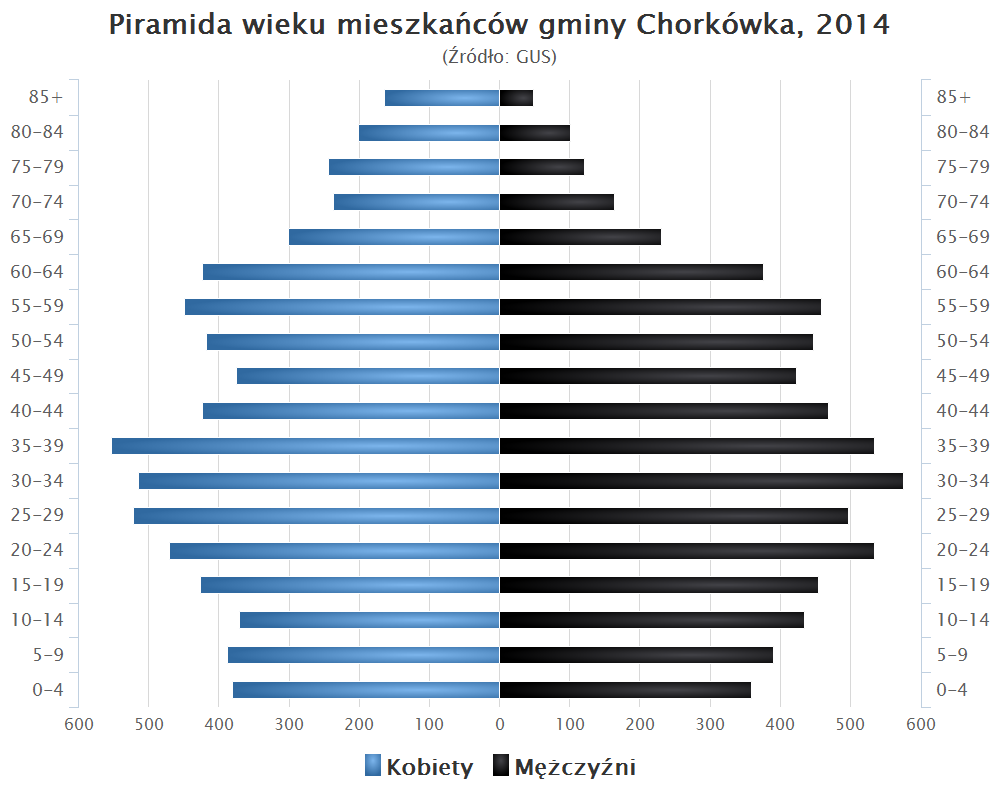
Piramida wieku mieszkańców gminy Chorkówka w 2014 roku

Dane z 31.12.2017 roku
| Opis                              | Ogółem | Ogółem | Kobiety | Kobiety | Mężczyźni | Mężczyźni |
| --------------------------------- | ------ | ------ | ------- | ------- | --------- | --------- |
| Jednostka                         | osób   | %      | osób    | %       | osób      | %         |
| Populacja                         | 13 469 | 100    | 6 829   | 50,7    | 6 640     | 49,3      |
| Gęstość zaludnienia [mieszk./km²] | 174    | 174    | 88      | 88      | 86        | 86        |

## Historia
Najstarsze odkrycia archeologiczne świadczące o bytności człowieka na terenie wchodzącym w skład gminy Chorkówka sięgają neolitu (4200–1700 p.n.e.). Potwierdzają to zjawiska na terenie Kopytowej i Zręcina. Następne odkrycia pochodzą z epoki brązu i świadczą o osadnictwie reprezentowanym przez kulturę łużycką lub formy jej pokrewne.
Dalsze odkrycia skupione są wokół rzeki Jasiołki, co spowodowane było tym, że na jej trasie przebiegał szlak komunikacyjny w stronę Przełęczy Dukielskiej i dalej na Słowację. Znaleziska archeologiczne wskazują na ciągłość trwania osadnictwa na tym terenie, jednak gęstość zaludnienia była we wczesnym okresie średniowiecza większa niż w czasach późniejszych, z uwagi na częste najazdy Rusinów i Tatarów.
Tereny te zostały włączone w granice państwa polskiego prawdopodobnie przez księcia Leszka Białego.
W XI w. wsie wchodzące w skład dzisiejszej gminy Chorkówka stanowiły osady królewskie (Szczepańcowa), kościelne (Bóbrka, Kopytowa, Machnówka, Zręcin), szlacheckie (Chorkówka, Draganowa, Faliszówka, Kobylany, Leśniówka, Poraj, Sulistrowa, Świerzowa Polska, Żeglce).
II połowa XIX w. charakteryzowała się szybkim rozwojem górnictwa naftowego. Znane od dawna na terenie m.in. Bóbrki wycieki ropy naftowej, używanej do celów leczniczych, zainspirowały Ignacego Łukasiewicza i Tytusa Trzecieskiego do wykorzystania oleju skalnego, jak wówczas nazywano ropę naftową, do celów gospodarczych.
Założyli z ówczesnym właścicielem Bóbrki Karolem Klobassą-Zrenckim spółki i w 1854 r. rozpoczęli poszukiwanie ropy naftowej. W ten sposób powstała kopalnia wraz z warsztatem mechanicznym, kuźnią, kotłownią i budynek administracyjny. Obok kopalni Łukasiewicz zajmował się także rafinerią nafty, która była w tym czasie największym zakładem krajowego przemysłu naftowego (roczna produkcja 1500 ton). Bóbrka i Chorkówka stała się w tym czasie znaczącym ośrodkiem gospodarczym, natomiast dworek Łukasiewicza w Chorkówce – centrum życia towarzyskiego regionu.
W 1904 r. spłonęła rafineria, a w latach powojennych doszczętnie zrujnowany i ograbiony został dworek, w którym Łukasiewiczowie udzielali schronienia powstańcom z 1863 r.
Ostatnie lata przed wybuchem I wojny światowej charakteryzowały się obniżeniem produkcji ropy naftowej i zubożeniem ludności, co spowodowało masową emigrację. W okresie I wojny światowej przez okoliczne tereny przebiegała linia frontu wschodniego, toczyły się tu ciężkie walki, powodując ogromne zniszczenia materialne.
Do 1934 r. każda wieś miała charakter gminy, jako samodzielnej jednostki samorządowej. Reforma administracyjna przemianowała wsie na gromady, w których utworzono gminy zbiorowe.
Gmina Chorkówka weszła w skład powiatu krośnieńskiego i liczyła 13 gromad. Kształt gminy w tamtym czasie różnił się od obecnego. Zawierał bowiem na swym terytorium gromady Łęki (obecnie: Łęki Dukielskie) i Wietrzno – aktualnie pozostające w gminie Dukla, lecz nie zawierał Świerzowej Polskiej, która należała do gminy Jedlicze i Szczepańcowej przynależnej do gminy Miejsce Piastowe.
W okresie okupacji w Chorkówce zlokalizowane były Związek Walki Zbrojnej oraz straż chłopska. W lasach, głównie na trasie Chorkówka – Kobylany, akcje partyzanckie przeprowadzały oddziały Armii Krajowej oraz Batalionów Chłopskich.
Na terenie gminy toczyły się ciężkie walki, a operacja dukielsko-preszowska przerodziła się na ziemiach nad górną Jasiołką i Beskidzie Dukielskim, w jedną z najkrwawszych bitew górskich w czasie II wojny światowej.
W latach powojennych na terenie gminy realizowano, głównie w drodze czynów społecznych szereg inwestycji o charakterze komunalnym, m.in. zelektryfikowano wsie, budowano szkoły i domy ludowe.

## Sołectwa
Bóbrka, Chorkówka, Draganowa, Faliszówka, Kobylany, Kopytowa, Leśniówka, Machnówka, Poraj, Sulistrowa, Szczepańcowa, Świerzowa Polska, Zręcin, Żeglce

## Sąsiednie gminy
Dukla, Jedlicze, Krosno, Miejsce Piastowe, Nowy Żmigród, Tarnowiec